# تالای‌بیگ عمرعلی‌اف
تالای‌بیگ بارق‌عباس‌اویچ عمرعلی‌اف (به قرقیزی: Таалайбек Барыктабасович уулу Барыктабас) (به روسی: Таалайбек Барыктабасович Омуралиев) (زاده ۲ مه ۱۹۶۵) سرلشکر قرقیزستانی و وزیر دفاع سابق قرقیزستان است. وی همچنین دو بار به‌عنوان رئیس ستاد کل ارتش خدمت کرد.

## زندگی و تحصیلات
او در ۲ مه ۱۹۶۵ در نارین به دنیا آمد. از سال ۱۹۸۲ تا ۱۹۸۶، دانش‌آموز مدرسه عالی فرماندهی تسلیحات ترکیبی آلماتی به نام مارشال ایوان کونیف بود. او در سال ۲۰۰۰ از آکادمی تسلیحات ترکیبی نیروهای مسلح فدراسیون روسیه و در سال ۲۰۰۹ از آکادمی نظامی ستاد کل نیروهای مسلح روسیه فارغ‌التحصیل شد.

## حرفه
او در طول جنگ شوروی-افغانستان از سربازان جمهوری سوسیالیستی قرقیزستان شوروی بود که به‌عنوان بخشی از گروه محدود سربازان شوروی در افغانستان خدمت می‌کرده است.
بین سپتامبر ۱۹۸۶ و اکتبر ۲۰۰۵، او فرماندهی واحدهای مختلفی در ارتش شوروی و ارتش قرقیزستان، از جمله تیپ ۲۵ نیروی ویژه اسکورپیون را بر عهده داشت. او همچنین یک فرمانده هنگ در لشکر هشتم تفنگ موتوری گارد پانفیلوف و منطقه نظامی ترابایکال بود. در طول جنگ داخلی تاجیکستان، او فرماندهی یک گردان مشترک مرزی را بر عهده داشت که در حفاظت از مرز افغانستان و تاجیکستان خدمت می‌کرد.
وی در سال ۱۹۹۵ با انتصاب به‌عنوان فرمانده عالی‌رتبه، از طرف وزارت دفاع در مراسم رسمی که به مناسبت سالگرد طلایی پیروزی در جنگ جهانی دوم در پاریس برگزار شد، شرکت کرد.
در تابستان و پاییز ۱۹۹۹، عمرعلیاف مستقیماً در درگیری باتکن و عملیات علیه جنبش اسلامی ازبکستان شرکت داشت.
او پس از خدمت در پست‌های مرزی در نیروی حفاظت مرزی و یگان نیروهای ویژه توقموق، معاون مدرسه عالی نظامی بیشکک نیروهای مسلح جمهوری قرقیزستان شد و تا مارس ۲۰۰۶ در این سمت باقی ماند.

## مناصب برتر
در نوامبر ۲۰۰۹ به فرماندهی گروه جنوبی نیروهای ارتش قرقیزستان منصوب شد. وی از ژوئیه ۲۰۱۰ تا دسامبر ۲۰۱۱ رئیس ستاد کل نیروهای مسلح بود. در این موقعیت بود که او واکنش ارتش به درگیری‌های قومی قرقیزستان جنوبی را رهبری کرد. در ۲۶ دسامبر ۲۰۱۱، عمرعلی‌اف توسط رئیس‌جمهور الماس‌بیگ آتامبایف به‌عنوان وزیر دفاع منصوب شد. او این سمت را تا ۴ آوریل ۲۰۱۴ در دست داشت و سرانجام آبیلا خدابردی‌اف جانشین او شد. او در جریان اعتراضات سال ۲۰۲۰ قرقیزستان توسط رئیس‌جمهور سورنبای جینبکف به‌عنوان رئیس ستاد کل ارتش منصوب شد و جایگزین ژنرال رحیم‌بردی دویشنبیف شد. پس از دستور رئیس‌جمهور صدر جباروف برای بازسازی وزارت دفاع، عمرعلی‌اف در ۳ فوریه ۲۰۲۱ به سمت وزیر دفاع در کابینه اولوق‌بیگ باریبف منصوب شد.

## تحقیقات جنایی
در سال ۲۰۱۴، دادستانی نظامی از توزیع آپارتمان‌های خدماتی به سربازان وزارت دفاع و ستاد کل بازرسی کرد. بر اساس نتایج آن، اتهاماتی از قبیل سوءاستفاده از قدرت، جعل و سهل‌انگاری علیه عمرعلی‌اف مطرح شد. در دسامبر ۲۰۱۷، دادگاه منطقه بیرینچی می تصمیم دادگاهی را صادر کرد که او را از درجه ژنرالی خلع و جریمه سنگینی را برای او تعیین کرد. سرانجام در ژوئن ۲۰۱۷، هیئت قضایی پرونده‌های جنایی دادگاه شهر بیشکک تصمیم دادگاه قبلی را تجدید نظر کرد و درجه به او بازگردانده شد.

## مدال‌ها
- نشان ستاره سرخ
- مدال «خدمت بی‌عیب و نقض» درجه یکم